# Sirene

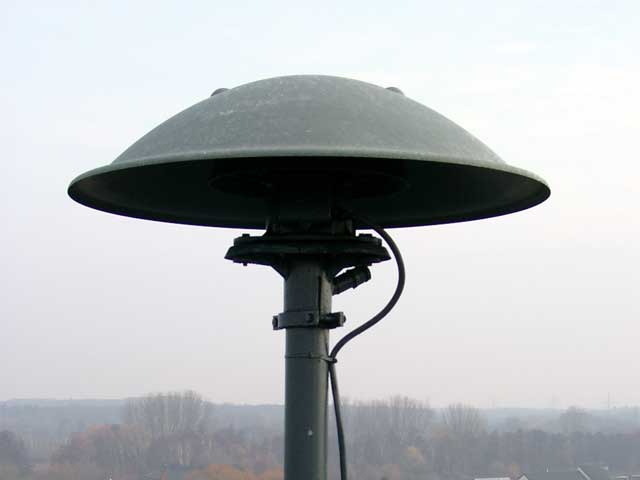
Uma sirene pneumática alemã

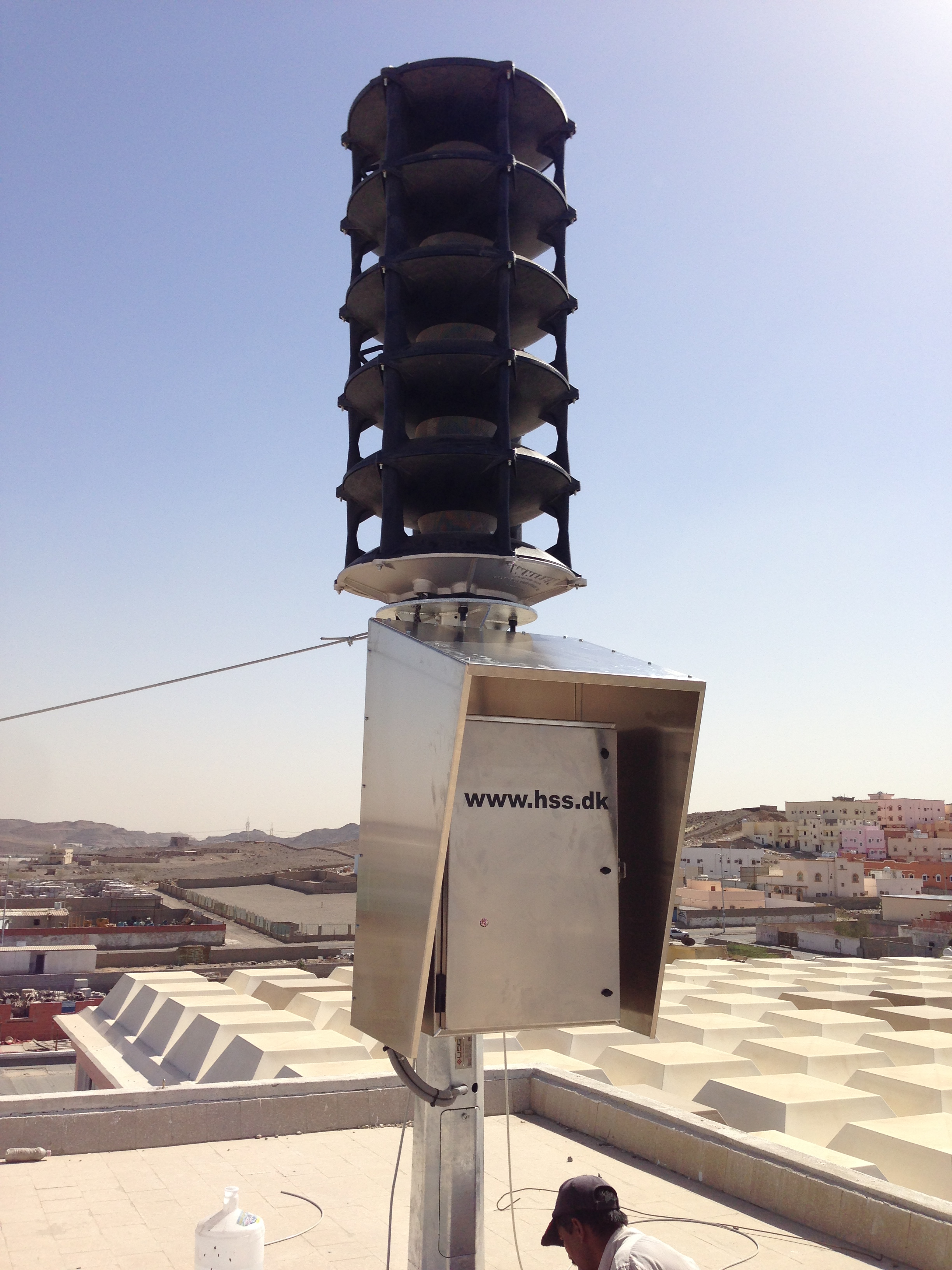
Uma sirene eletrônica Whelen WPS importada para a Arábia Saudita para ser usada como sirene de Defesa Civil.

Uma sirene é um dispositivo sonoro utilizada para fazer soar alarmes sonoros. As sirenes de defesa civil são montadas em locais fixos e usadas para alertar sobre desastres naturais ou ataques. As sirenes são usadas em veículos de serviço de emergência, como ambulâncias, carros de polícia e carros de bombeiros. Há dois tipos gerais: mecânica e eletrônica.
Embora já tenha sido utilizada como instrumento musical (por exemplo, George Gershwin na obra An American in Paris em 1928, ou Edgar Varèse na obra "Ionization" em 1931), a sirene geralmente não é vista como tal. 
A sirene é constituída por um cilindro de baixa altura, perfurado nas suas duas faces planas, e por um disco rotativo, também ele perfurado, que se encontra no interior do cilindro. Esse disco é posto em rotação através de uma manivela, e a sucessiva interrupção do fluxo de ar entre os furos do cilindro e do disco provoca redemoinhos acústicos que vão provocar o característico “uivo” da sirene. A altura do som depende da velocidade da rotação. Como instrumento musical, a sirene é considerada um aerofone livre de interrupção e de rotação.